# Kulfi
Le kulfi (hindi : क़ुल्फ़ी ; ourdou : قلفی ; kannada : ಮಟ್ಕಾಕುಲ್ಫಿ ; tamoul : குல்ஃபி) est une crème glacée indienne, à base de lait, parfumé à la pistache (pista kulfi), à la mangue (am ka kulfi), à la cardamome ou d'autres fruits et épices.
Traditionnellement présenté dans un pot de terre, il est très commun de nos jours de le trouver sous forme de petits cônes.
Son origine remonte à l'époque moghole, où d'anciennes préparations de l'Himalaya indien ainsi que le sorbet persan inspirent sa création. Il est mentionné dans l'Akbarnama, où il est raconté que la nécessité de source de froid pour confectionner la crème glacée aurait poussé les empereurs moghols à importer de la neige et de la glace issues des montagnes de l'Himalaya, du Karakoram et de l'Hindou-Koush.
Le kulfi est préparé en faisant réduire du lait, de la crème et du lait concentré. Le résultat est ensuite parfumé puis congelé. Le résultat est une glace riche et dense.